# Kingstree
Kingstree és una població dels Estats Units a l'estat de Carolina del Sud. Segons el cens del 2000 tenia 3.496 habitants.

## Demografia
Segons el cens del 2000, Kingstree tenia 3.496 habitants, 1.448 habitatges i 876 famílies. La densitat de població era de 429,9 habitants/km².
Dels 1.448 habitatges en un 30,7% hi vivien nens de menys de 18 anys, en un 30,5% hi vivien parelles casades, en un 26,6% dones solteres, i en un 39,5% no eren unitats familiars. En el 36,9% dels habitatges hi vivien persones soles el 18,2% de les quals corresponia a persones de 65 anys o més que vivien soles. El nombre mitjà de persones vivint en cada habitatge era de 2,29 i el nombre mitjà de persones que vivien en cada família era de 3,03.
Per edats la població es repartia de la següent manera: un 27,9% tenia menys de 18 anys, un 8,9% entre 18 i 24, un 23,4% entre 25 i 44, un 21,1% de 45 a 60 i un 18,7% 65 anys o més.
L'edat mediana era de 37 anys. Per cada 100 dones de 18 o més anys hi havia 70,6 homes.
La renda mediana per habitatge era de 21.022$ i la renda mediana per família de 31.250$. Els homes tenien una renda mediana de 31.993$ mentre que les dones 19.800$. La renda per capita de la població era de 17.694$. Entorn del 27,9% de les famílies i el 38% de la població estaven per davall del llindar de pobresa.

## Poblacions més properes
El següent diagrama mostra les poblacions més properes.

## Fills il·lustres
- Joseph Leonard Goldstein (1940 -) bioquímic i genetista, Premi Nobel de Medicina o Fisiologia de l'any 1985.